# Berkeley Tribe
Le Berkeley Tribe était un journal underground publié à Berkeley, en Californie, de 1969 à 1972.

## DuBerkeley Barbau soutien auWeather Undergroundet auBlack Power
En juillet 1969, une quarantaine de rédacteurs du Berkeley Barb, tenu par Max Scherr (en), quittèrent ce dernier après une dispute et publièrent un numéro unique d'un journal intitulé Barb on Strike (Barb en Grève). Après cette expérience, ils lancèrent le Berkeley Tribe, qui devint rapidement plus radical et plus ancré dans la contre-culture que le Berkeley Barb. Membre de l'Underground Press Syndicate (en) et de Liberation News Service (en), il était diffusé dans les rues de San Francisco et de Berkeley par des vendeurs de rue hippies. Lee Felsenstein, qui termina par la suite ses études à Berkeley et contribua à l'invention du PC, faisait partie de l'équipe qui avait quitté le Barb pour le Tribe.
Sa diffusion atteignait au début 53 000 copies, sur un rythme hebdomadaire de juillet 1969 à février 1972 puis bihebdomadaire jusqu'en mai 1972, date à laquelle il ferma.
Le journal perdit 17 000 dollars en un mois après que les compagnie des disques aient décidé, en novembre 1969, de retirer leurs pages de publicité du journal, empêchant le Tribe de payer ses impressions et ses vendeurs. Dans le même temps, les ventes déclinèrent fortement, passant en un mois de 60 000 à 29 000 selon son manager Lionel Haines.
En décembre 1969, cela provoqua une scission chez la rédaction, une quinzaine de hippies quittant le journal. Ils s'opposaient par ailleurs à l'autre partie de la rédaction qui soutenait le ton plus engagé et politiquement explicite de la New Left et du Weather Underground, qui s'apprêtait à officialiser la dissolution de la Students for a Democratic Society (SDS) et à entrer dans la « lutte armée » aux côtés des mouvements du Black Power. La nouvelle équipe publia ainsi des communiqués du Weather Underground ainsi que des Black Panthers.
Le 6 mars 1970 - jour de l'explosion de Greenwich Village (en) qui marqua un point de non retour pour le Weatherman - le Berkeley Tribe publia ainsi un éditorial collectif dans lequel il affirmait qu'il était temps de « prendre les armes » pour combattre l'oppression policière et militaire et de former des « milices du peuple » pour l'auto-défense, à la manière des Black Panthers,,. Quelques semaines plus tard, la UNE se limitait à une citation du gouverneur de Californie, Ronald Reagan, qui disait : « If it takes a bloodbath, let's get it over with. » (« S'il faut un bain de sang, allons-y ! »).
Le 31 juillet 1970, le Berkeley Tribe publia la Déclaration de l'état de guerre du Weather Underground, signée par Bernardine Dohrn, qui faisait suite à un attentat du Weatherman commis contre la Garde nationale en mai 1970 (sans victimes), organisé en représailles à la répression sanglante d'une manifestation à l'Université de Kent (Ohio) ayant fait quatre morts.

## Source originale
- (en) Cet article est partiellement ou en totalité issu de l’article de Wikipédia en anglais intitulé « Berkeley Tribe » (voir la liste des auteurs).